# Macrophomina phaseolina
Espèce
Macrophomina phaseolina est une espèce de champignons ascomycètes phytopathogènes qui provoquent des symptômes de pourriture charbonneuse sur les racines ou les tiges chez de nombreuses espèces de plantes, dont le maïs (Zea mays).

## Synonymes
- Botryodiplodia phaseoli (Maubl.) Thirum., (1953)
- Dothiorella cajani (Syd., P. Syd. & E.J. Butler) Syd., P. Syd. & E.J. Butler, (1925)
- Dothiorella phaseoli (Maubl.) Petr. & Syd., (1927)
- Dothiorella philippinensis (Petr.) Petr., (1927)
- Fusicoccum cajani (Syd., P. Syd. & E.J. Butler) Samuels & B.B. Singh, (1986)
- Macrophoma cajani Syd., P. Syd. & E.J. Butler, (1916)
- Macrophoma corchori Sawada, (1916)
- Macrophoma phaseoli Maubl., (1905)
- Macrophoma phaseolina Tassi,: 9 (1901)
- Macrophoma sesami Sawada, (1922)
- Macrophomina phaseoli (Maubl.) S.F. Ashby, (1927)
- Macrophomina philippinensis Petr., (1923)
- Rhizoctonia bataticola (Taubenh.) E.J. Butler, (1925)
- Rhizoctonia lamellifera W. Small, (1924)
- Sclerotium bataticola Taubenh., (1913)
- Tiarosporella phaseoli (Maubl.) Aa, (1977)
- Tiarosporella phaseolina (Tassi) Aa, (1981)

## Plantes hôtes
Macrophomina phaseolina parasite plusieurs centaines d'espèces de plantes hôtes. Parmi les principales plantes cultivées concernées figurent l'arachide (Arachis hypogaea), le soja (Glycine Max), la luzerne (Medicago sativa), le pois chiche (Cicer arietinum), les haricots (Phaseolus spp.), le niébé (Vigna unguiculata), la betterave (Beta vulgaris), le chou (Brassica oleracea), le piment (Capsicum annuum), la pomme de terre (Solanum tuberosum), les agrumes (Citrus spp.), le coton (Gossypium sp.), le tournesol (Helianthus annuus), la patate douce (Ipomoea batatas), les pins (Pinus spp.), les Prunus spp., le sésame (Sesamum indicum), le sorgho (Sorghum bicolor) et le maïs (Zea mays).